# Флаг Силикатного
Флаг муниципального образования «Силика́тненское городское поселение» Сенгилеевского района Ульяновской области Российской Федерации — опознавательно-правовой знак, служащий официальным символом муниципального образования.
Флаг утверждён 29 ноября 2007 года и внесён в Государственный геральдический регистр Российской Федерации с присвоением регистрационного номера 3670.

## Описание флага
«Прямоугольное зелёное полотнище с отношением ширины к длине 2:3, несущее в середине изображение рук, выходящих из холма и поддерживающих вазу на подставке, в розово-телесном, жёлтом, оранжевом, белом и сером цвете».

## Обоснование символики
«…Кирпичный завод и песчаный карьер —

Связали вы судьбы людские!

Мы помним всех тех, кто на этой земле

О будущем думал России!».
Эти строки недаром звучат в гимне городского поселения Силикатненское.
О богатстве этого края знали и писали давно. Ташлинские горы славились своим «меловым камнем» и чистейшим кварцевым песком. Более 120 лет назад князь Оболенский, владелец Никольского стекольного завода в Пензенской губернии, присылал в эти места крестьян, которые рыли здесь шурфы, насыпали белоснежный песок в мешки и везли его на лошадях на завод князя. Посуда и цветное стекло шли с его завода в основном за границу и продавались там вне конкуренции. Уже в советское время, в 1935 году, Никольский стекольный завод «Красный гигант» открыл здесь карьер по добыче ташлинских песков. В эти же годы на Мокрой поляне была организована добыча камня. Возникший рядом с каменным карьером посёлок получил название Ташлинский (по имени карьера). В 1940 году было принято решение о строительстве здесь завода силикатного кирпича. Строительство завода началось в 1951 году. Вместе с заводом, в полутора километрах от него, за лесным массивом строился современный посёлок. Официально он назывался посёлок Ульяновского завода силикатных изделий, а жители посёлка называли его просто «Силикатный».
Эти исторические и экономические особенности муниципального образования «Силикатненское городское поселение» нашли отражение в его флаге.
В зелёном поле, символизирующем лесной массив со всех сторон окружающий посёлок, аллегорически изображены ташлинские пески, которые трудом рук человеческих превращаются в изделия так нужные всем людям: силикатные кирпичи (бруски) и хрустальные вазы.
Кирпичи, прилегающие друг к другу и составляющие как бы единую фигуру, символизируют тесные производственные и человеческие отношения Ташлинского карьера кварцевых песков (АО «Кварц»), завода силикатных изделий (ЗАО «Силикатчик») и всех тружеников проживающих со своими семьями в городском поселении.
Зелёный цвет символизирует весну, здоровье, природу, надежду.
Жёлтый цвет (золото) — символ высшей ценности, величия, богатства, урожая.
Белый цвет (серебро) — символ чистоты, открытости, божественной мудрости, примирения.